# Powermove (break dance)

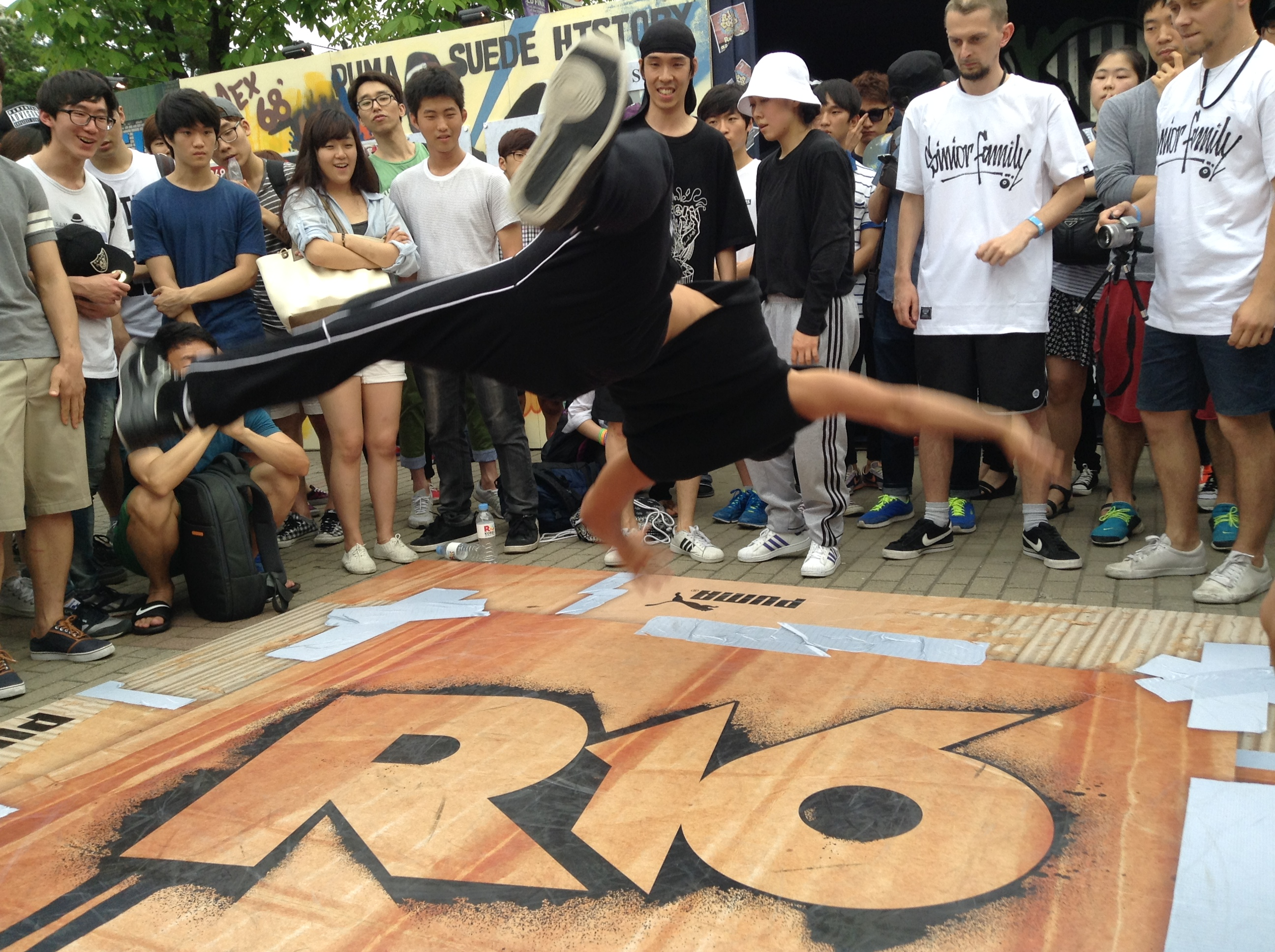
B-boy fazendo um flare aéreo na R16 em Seul (Coreia do Sul).

No break dance, o power move (frequentemente chamados de "power heads") é uma técnica de dança acrobática, que dependem de impulso, velocidade, e flexibilidade para a execução; geralmente acontece quando o dançarino (breaker: b-boy ou b-girl) impulsiona seu corpo em uma rotação contínua, equilibrando-se nas mãos, cotovelos, cabeça, ou costas.
Muitas vezes as peças centrais combinam com os outros elementos (toprock, downrock e freezes) que compõem o break. Os powermoves estão mais próximos da ginástica do que da dança, como o Thomas Flair, que é chamado apenas como flare no break dance, são executados como parte principal das combinações.
As ransições de toprock para downrock ou para powermoves são chamados de "drops", ou "godown".

## Tipos

### Giros
- Back spin: Um dos primeiros e mais famosos movimentos de poder giratório, o dançarino está enrolado e girando de costas. Em algumas variações, o dançarino pode optar por pular enquanto gira.

- Shoulder spin / ombro
- Air chair spin / cadeira
- Zulu spin

- O headspin é um movimento atlético em que uma pessoa gira em sua cabeça na posição de cabeça para baixo.[1] Isso pode ser feito continuamente por meio de batidas manuais e equilíbrio adequado.

### Movimentos de parada de mão
- 1990: um movimento de breakdance que se assemelha a uma parada de mão girando rapidamente com uma mão. Criado por Spinner dos Dynamic Rockers referido como "Hand Spin"
- 2000: semelhantes ao 1990, mas com ambas as mãos.
- Airflare é um movimento que exige que o dançarino gire de mão em mão, mantendo as pernas no ar em uma formação em V.[1]

### Flutuadores
Floats foram um dos primeiros powermove na década de 1980. O corpo geralmente está em uma posição fixa enquanto os braços se movem.
- Grilos e variantes: Hydro, Jackhammer, Lotus Jackhammer, Super Jackhammer, Darkhammer, Hopping Turtles/Scratching Turtles, etc.
- OVNIs, Bumerangues, Bumerangues internos, gorilas, giros Gremlin/giros Buda etc

### Deslizar
Swipes são um dos powermoves mais executados, onde o dançarino se inclina para trás, vira os braços para um lado para tocar o chão, e suas pernas seguem logo atrás, girando 360 graus para pousar no chão mais uma vez.
- Uma variante é o furto mestre, também conhecido como furto do super-homem ou furto de um pé

Shadow Swipes é uma variação do swipe que incorpora o congelamento da cadeira para iniciar o swipe. Criado por Bboy Kid Shade de Hong Kong, é um de seus movimentos de assinatura.

### Moinhos de vento
O headmill é uma variante do moinho de vento realizado sem o uso das mãos para estabilidade, girando com a cabeça e os ombros como ponto de articulação. Como os moinhos de cabeça liberam as mãos, existem muitas outras variações definidas pelo posicionamento das mãos.
Principais variantes do moinho de vento:
- Múmias/Caixão
- Quebra-nozes
- Batedeira
- Algemas
- Bellymills/super-homem
- Confusões
- Barris/moinhos
- Antebraços
- Avião/Highrisers/Highrisers
- Munchmills/Babymills
- Lápide

### Flares
Flares são um movimento de poder amplamente reconhecido emprestado da ginástica. Principais variantes:
- King Flare/Hopping Flare
- Flare de pernas cruzadas
- Alargamento da Cadeira
- Alargamento de Cadeira Dupla
- Explosão de sanduíche
- Lótus Flare
- Alargamento da Linha
- Flare de uma perna
- Virgin/Double Leg Circles - flares feitos com pernas retas e fechadas
- Tomás Flare